# Петроградское общество электрических сооружений (ТЭЦ-2)
ТЭЦ-2 (Электростанция кёльнского общества «Гелиос», Санкт-Петербургское общество электрических сооружений) — памятник архитектуры регионального значения. Расположен в Санкт-Петербурге, современный адрес комплекса зданий — Новгородская улица, 11.
В 1886 году Городская дума Санкт-Петербурга вынесла постановление, в котором были выделены места для центральных электростанций — до того времени в городе работало множество небольших частных мастерских. 22 марта 1897 года Городская управа подписала договор с Акционерным обществом «Гелиос», 1 апреля фирма получила разрешение начать строительство на Новгородской улице. Первый ток со станции был дан 27 апреля 1897 года.
Изначальная мощность станции — 5,25 МВт, в 1940 году она составляла уже 92 МВт.
Комплекс включает корпус машинного отделения и лицевое здание заводоуправления, они построены по проекту В. А. Рейса. Узкое лицевое здание эклектично, симметрично, рустовано. Сама электростанция массивная, сделана из красного кирпича, стены усилены пилонами-контрфорсами; функционально различающиеся здания сочетаются контрастно.
Станция останавливалась во время Первой мировой войны из-за экономической блокады, так как её оборудование было немецким, а уголь — английским. В 1920-х годах котлы станции были переведены на торф (с участием ставшего позднее известным Т. Ф. Макарьева). Ещё раз станция реконструировалась в 1930-х годах, когда была построена в стиле конструктивизма новая котельная по проекту Н. А. Троцкого. Здание образовано открытыми наклонными железобетонными рамами, на которых стоят бункера и транспортёры; вертикальность пилонов подчёркивает башня на углу здания (пострадала во время блокады Ленинграда и в дальнейшем была восстановлена). В те же 1930-е годы административное здание было надстроено мансардой, сделаны росписи в диспетчерской; в заводоуправлении сохранилась парадная лестница и камины.

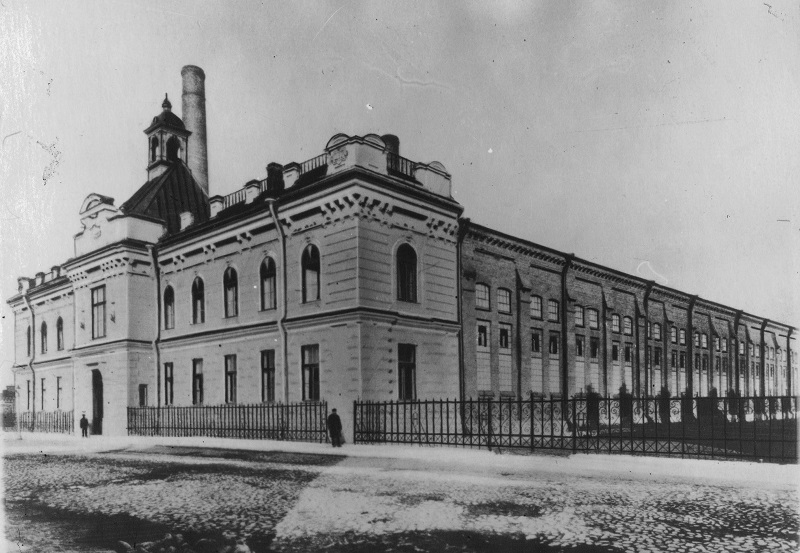
На начало XX века, без надстроенной мансарды
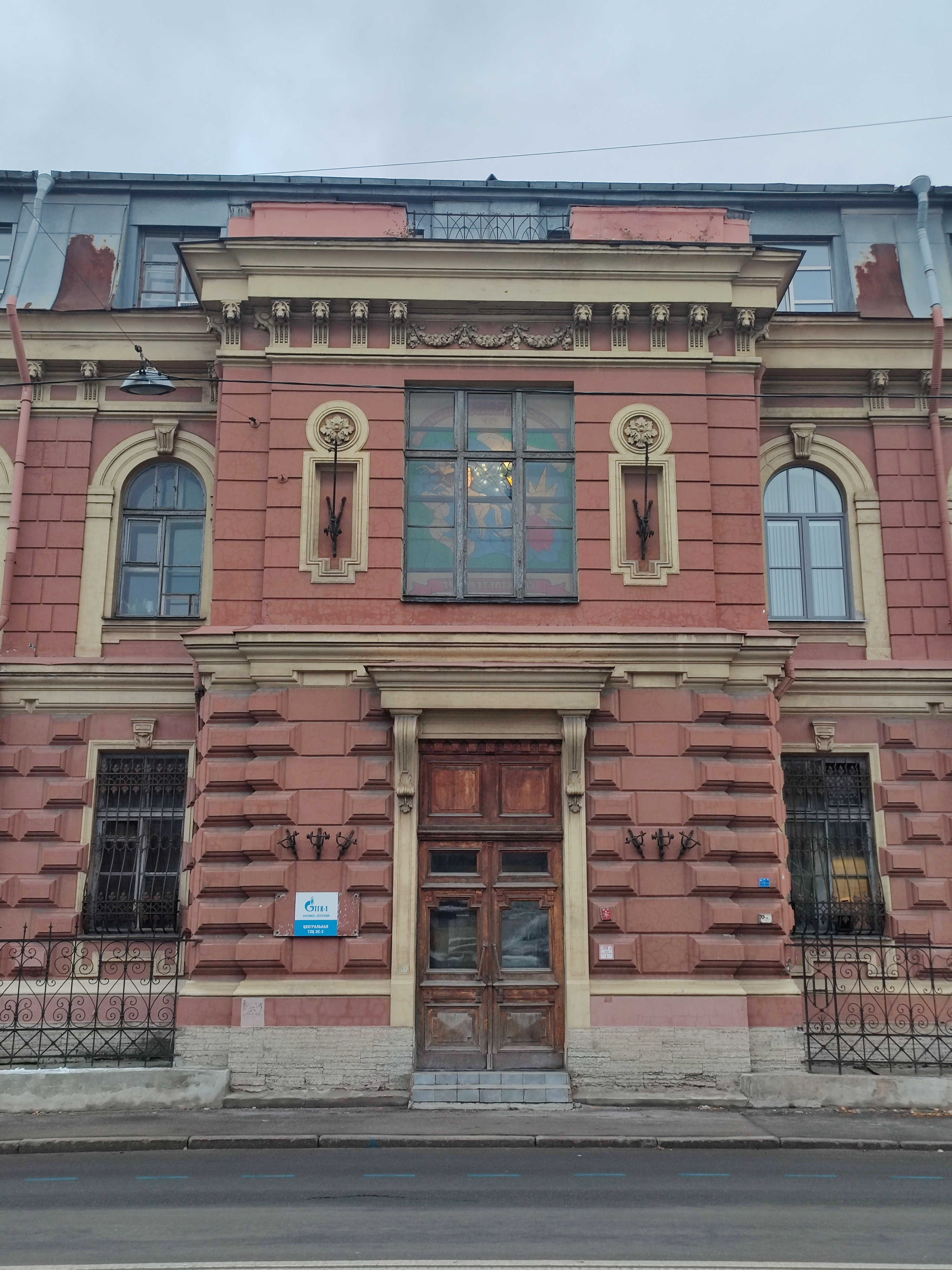
Центральный ризалит административного здания с предположительно современным витражом
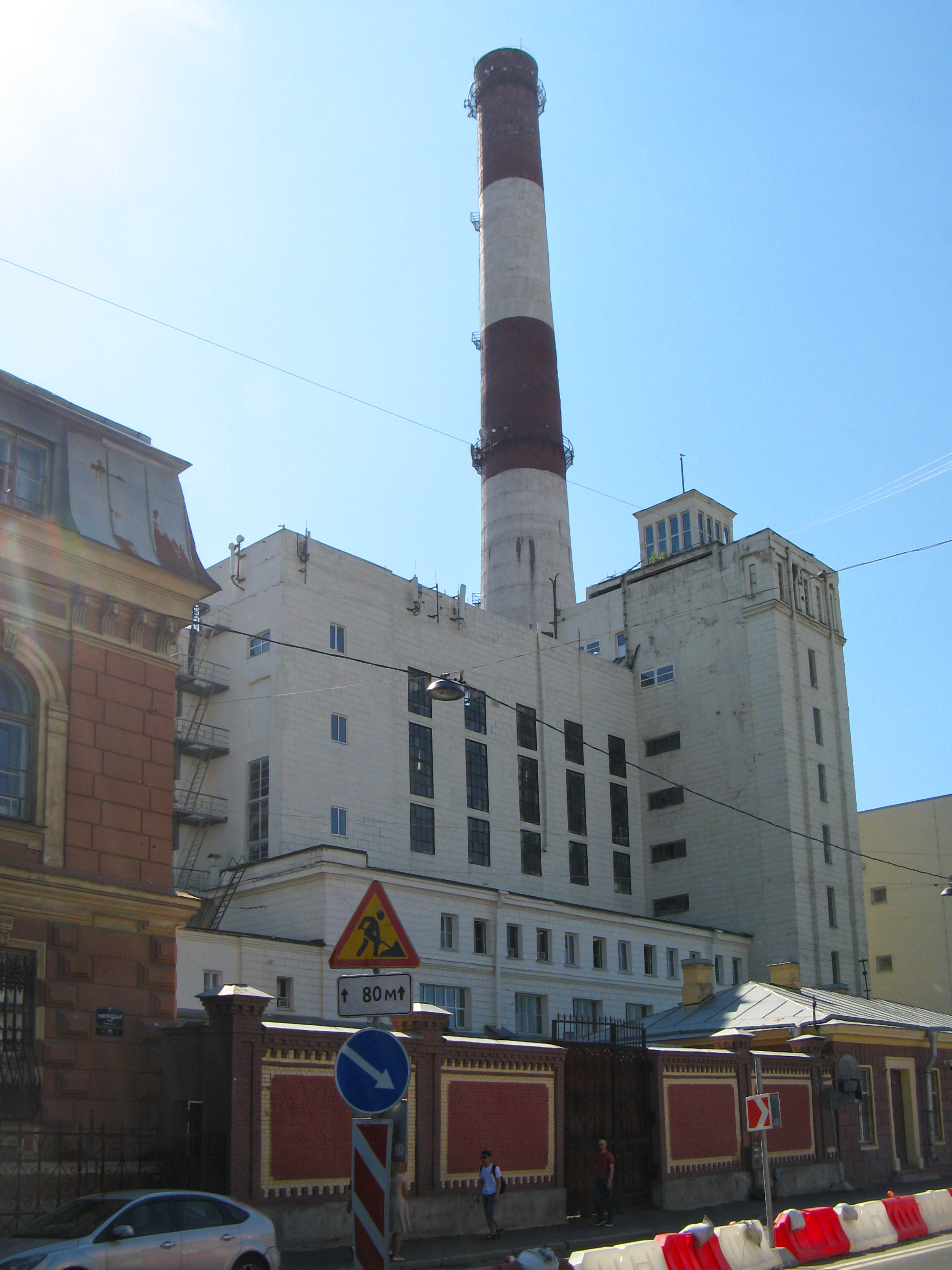
Котельная